# La Cinquième Vague
Ne doit pas être confondu avec La Première Vague, La Dernière Vague ou La Dernière Vague (série télévisée).
Pour plus de détails, voir Fiche technique et Distribution.
La Cinquième Vague (The 5th Wave) est un film de science-fiction américain réalisé par Jonathan « J » Blakeson, sorti en 2016. Il s’agit de l'adaptation du premier roman de la trilogie littéraire du même nom de Rick Yancey.
À l'origine La Cinquième Vague devait former, à l'instar des romans, une trilogie, mais ce projet de trilogie a été annulé. Le film se termine donc sans que le récit soit terminé.
Le film évoque quatre vagues d’attaques effectuées par des extraterrestres, chacune plus mortelle que la précédente, qui ont décimé la presque totalité de la Terre. Terrifiée et se méfiant de tout, l'héroïne, Cassie, est en fuite et tente désespérément de sauver son jeune frère, enrôlé de force dans l'Armée. Alors qu’elle se prépare à affronter la Cinquième Vague, aussi inévitable que fatale, elle va faire équipe avec un jeune homme qui pourrait bien représenter son dernier espoir – si toutefois elle peut lui faire confiance...

## Synopsis
Cassie Sullivan est une lycéenne américaine de 17 ans, dont on apprendra que son prénom fait référence à la constellation Cassiopée. Elle a un frère plus jeune, Sam.
La Terre subit une invasion extraterrestre. Les humains nomment les extraterrestres « Les Autres ». Le plan d'invasion des Autres pour s'approprier la Terre se déroule en plusieurs étapes, les « Vagues ».
La Première Vague est une impulsion électromagnétique qui détruit toute source électrique ainsi que les composants électroniques, ce qui a pour effet de désorganiser gravement les possibilités de défense humaines.
La Deuxième Vague est un gigantesque tremblement de terre provoquant des tsunamis et des tempêtes détruisant les infrastructures et les villes.
La Troisième Vague est une épidémie mondiale dérivée de la grippe aviaire, modifiée par les Autres pour être plus mortelle. La mère de Cassie, infirmière, tente de secourir les malades infectés. Elle est contaminée par le virus et meurt quelques jours plus tard. Après avoir enterré sa femme, le père de Cassie décide de quitter leur maison pour aller se réfugier dans un camp de survivants dans la forêt. Le père de Cassie lui donne un pistolet semi-automatique Colt 45 pour qu'elle puisse se défendre. Un détachement de l'armée arrive au camp. Le colonel Vosch annonce que la Quatrième Vague de l'invasion a débuté pour exterminer les humains survivants. Les soldats font monter les enfants dans des bus qui les emmènent vers la base aérienne de Wright-Patterson pour les mettre en sécurité. Les bus reviendront après chercher les adultes. Dans le bus, Sam s'aperçoit qu'il a oublié son ours en peluche. Cassie descend du bus, retourne en courant dans le baraquement, récupère le nounours de Sam sur son lit et revient en direction du bus, mais trop tard : le bus démarre. Cassie court après le bus, en vain.
Le colonel Vosch fait réunir les adultes dans une salle du camp et leur explique que les Autres ont pris possession de certains humains et qu'ils vont devoir être internés dans un camp puis tous testés pour démasquer les aliens infiltrés. Ceci suscite une grande tension, et quand un civil sort une arme, cela dégénère en une fusillade. Les soldats tuent tous les civils, y compris le père de Cassie. Cassie parvient à se cacher, et revient après le départ des soldats. Elle découvre le massacre, ramasse le fusil d'assaut M4 d'un soldat tué, et part à pied pour la base aérienne afin de retrouver son frère Sam.
Sur la base, Sam suit un entraînement militaire intensif avec les autres enfants recueillis par l'armée. Cassie marche durant des jours à la recherche de Sam, progressant dans la forêt et dormant à la belle étoile. Au cours de son voyage, elle se fait tirer dessus par un sniper et est blessée à la cuisse. Elle est recueillie par un jeune homme, Evan Walker, qui la soigne dans sa maison.
Sam doit être envoyé en mission avec une escouade d'enfants dans un endroit infesté d'Autres, afin de les empêcher de lancer la Cinquième Vague. Mais « Zombie », l'un des enfants qui s'est attaché à Sam, pour le protéger, l'enferme avant le départ en mission. Durant la mission, les enfants se rendent compte, grâce aux explications de « Zombie », que l'armée leur a menti depuis le début : ils ne combattent pas la Cinquième Vague. Ils sont la Cinquième Vague. Les soldats qui les ont entraînés sont en fait déjà possédés par les Autres et les ont envoyés là afin qu'ils tuent les derniers survivants humains. « Zombie », voulant sauver Sam qu'il avait laissé au camp, demande à Ringer, une des enfants de son unité, de lui tirer une balle dans les côtes, au cas où les soldats se montreraient méfiants envers lui. Lors de son extraction en hélicoptère, il prétend à un sergent que les membres de son unité sont tous morts, y compris la petite Teacup. Le colonel Vosch, surpris de revoir « Zombie » miraculeusement vivant malgré sa blessure par balle et sans son unité, lui demande des explications. « Zombie » révèle au colonel Vosch qu'il sait tout. Le colonel, effectivement possédé et membre des Autres admet son intention de tuer tous les humains, pour utiliser la Terre en tant que ressource dont ils ont besoin.
Pendant ce temps, Cassie, venue chercher son frère Sam, infiltre la base militaire en tuant le sergent Reznik, dont elle enfile ensuite l'uniforme. Elle y retrouve « Zombie », qu'elle avait connu au lycée et dont elle était amoureuse. Des soldats les arrêtent, mais ces derniers sont neutralisés par l'arrivée d'Evan sur les lieux. Il informe Cassie et Zombie qu'il est un agent dormant des Autres, mais qu'il a changé de camp en tombant amoureux de Cassie. Désormais du côté des Humains, il a placé plusieurs bombes dans la base et elles ne vont pas tarder à exploser. Evan promet à Cassie de la retrouver plus tard. Tandis que les enfants sont embarqués dans des avions de transport militaires, elle et Zombie sortent du bâtiment et retrouvent Sam juste avant qu'il ne soit emmené avec tous les enfants. Ils s'enfuient tous trois avec l'aide de Ringer qui les récupère de justesse dans un véhicule tout-terrain Humvee au moment de l'explosion qui détruit entièrement la base.
Le lendemain, Zombie retrouve son unité avec Cassie, et Zombie demande à Cassie quel est son plan pour sauver les autres enfants, embarqués de force dans les avions militaires. Cassie lui dit qu'elle va y réfléchir. Le film se termine par une pensée de Cassie : « c'est l'espoir qui fait de nous des êtres humains ».

## Fiche technique
Sauf indication contraire, les informations mentionnées dans cette section peuvent être confirmées par la base de données cinématographiques IMDb,  présente dans la section « Liens externes ».
- Titre original : The 5th Wave
- Titre français : La Cinquième Vague
- Réalisation : J Blakeson
- Scénario : Susannah Grant, Akiva Goldsman et Jeff Pinkner d'après le roman éponyme de Rick Yancey
- Direction artistique : Julian Ashby et A. Todd Holland
- Décors : Frank Galline
- Costumes : Sharen Davis
- Photographie : Enrique Chediak
- Son : Ed White
- Montage : Paul Rubell
- Musique : Henry Jackman
- Production : Tobey Maguire, Graham King, Lynn Harris et Matthew Plouffe

Production exécutive : Denis O'Sullivan, Richard Middleton et Ben Waisbren
- Sociétés de production : Columbia Pictures, GK Films et Material Pictures
- Sociétés de distribution : Sony Pictures Entertainment (États-Unis) ; Sony Pictures Releasing Canada (Québec) et Sony Pictures Releasing France (France)
- Pays d’origine :  États-Unis
- Langue originale : anglais
- Budget : 38 millions de dollars[réf. nécessaire]
- Format : couleur - 2,35:1 - D-Cinema - Son Dolby numérique
- Genre : science-fiction
- Durée : 112 minutes
- Dates de sortie :
  - États-Unis, Québec : 22 janvier 2016
  - France : 27 janvier 2016
  - Belgique : 23 mars 2016
- Sortie DVD, Blu-ray et Blu-ray Ultra HD : 1er juin 2016

## Distribution
- Chloë Grace Moretz (VF : Camille Donda ; VQ : Ludivine Reding) : Cassie Sullivan
- Nick Robinson (VF : Gauthier Battoue ; VQ : Xavier Dolan) : Ben « Zombie » Parish
- Alex Roe (VF : Jim Redler ; VQ : David Laurin) : Evan Walker
- Zackary Arthur (VF : Timothé Vom Dorp ; VQ : Loïc Moenner) : Sam Sullivan
- Maria Bello (VF : Déborah Perret ; VQ : Anne Bédard) : Sergent Reznik
- Ron Livingston (VF : Emmanuel Lemire ; VQ : Pierre Auger) : Oliver Sullivan
- Liev Schreiber (VF : Thierry Hancisse ; VQ : Patrick Chouinard) : Colonel Vosch
- Maika Monroe (VF : Charlotte Correa ; VQ : Catherine Brunet) : Ringer
- Maggie Siff (VF : Ariane Deviègue ; VQ : Mélanie Laberge) : Lisa Sullivan
- Tony Revolori (VF : Joseph Dubois ; VQ : Alexandre Bacon) : Dumbo
- Talitha Bateman (VF : Évelyne Sara ; VQ : Marguerite D'Amour) : Teacup
- Nadji Jeter : Poundcake
- Alex MacNicoll (VQ : François-Nicolas Dolan) : Flintstone
- Parker Wierling : Jeremy
- Cade Cannon Ball : Oompa
- Terry Serpico (VQ : Sylvain Hétu) : Hutchfield
- Charmin Lee : Mme Paulson
- Gabriela Lopez (VF : Audrey Sablé ; VQ : Sarah-Jeanne Labrosse) : Lizbeth, surnommée « Liz »
- Matthew Zuk : L'homme au crucifix

 Source et légende : version française (VF) sur RS Doublage
 Source et légende : version québécoise (VQ) sur Doublage.qc.ca

## Production

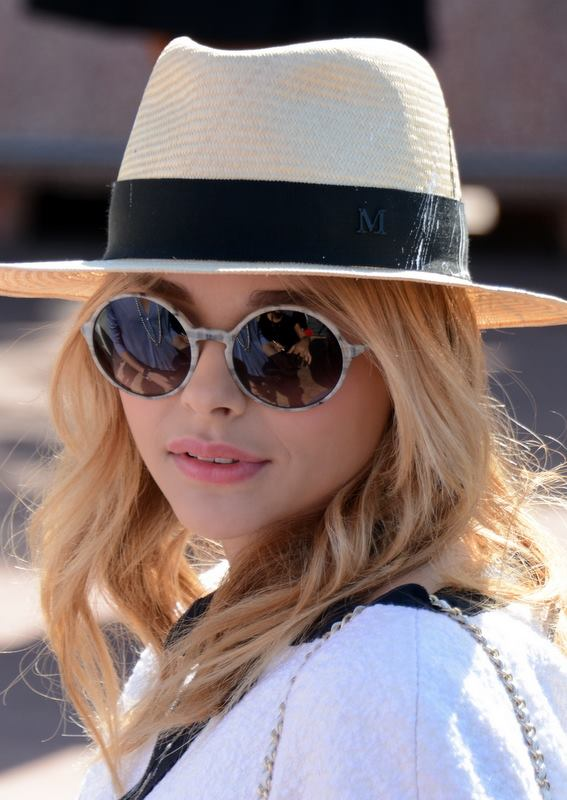
L'actrice principale Chloë Grace Moretz en 2014.

### Développement
En 2013, Columbia Pictures annonce avoir acquis les droits d'adaptations de la trilogie La 5e Vague de Rick Yancey. Très vite, le studio commence à développer le projet avec Tobey Maguire et Graham King à la production et J Blakeson à la réalisation.
En 2014, il est annoncé que Chloë Grace Moretz interprétera le personnage du film. Elle est suivie par Nick Robinson et Alex Roe puis par Liev Schreiber.
En 2015, Columbia Pictures annonce que Henry Jackman s'occupera de composer la musique du film.

### Tournage
Le tournage a commencé en octobre 2014 à Atlanta en Géorgie et s'est poursuivi à Macon, dans le même État. Il s'est terminé en janvier 2015.

## Accueil

### Critiques
Le film a reçu des critiques négatives, recueillant 17 % de critiques positives, avec une note moyenne de 4,2/10 et sur la base de 118 critiques collectées, sur le site agrégateur de critiques Rotten Tomatoes. Sur Metacritic, il obtient un score de 33/100 sur la base de 30 critiques collectées.
D'après Jean-François Rauger, journaliste au journal Le Monde, le spectateur ne parvient pas à se projeter vraiment dans l'histoire de La Cinquième Vague. En effet, l'héroïne est jeune (16 ans), et sa sur-adaptation aux événements de l'histoire et aux scènes d'action est relativement irréaliste.
La Cinquième Vague est un blockbuster tiré des best-sellers écrits par Rick Yancey dans la catégorie littérature jeunesse ou young adult aux Etats-Unis.

### Box-office
| Pays/Région   | Box-office (en dollars) |
| ------------- | ----------------------- |
| États-Unis    | 34 912 982              |
| France        | 7 220 487               |
| International | 74 989 585              |
| Mondial       | 109 902 567             |

Pour sa première semaine d'exploitation en France, La Cinquième Vague se place à la première place du classement avec 428 597 entrées, suivi par Les Saisons avec 359 678 entrées, Creed avec 278 360 entrées, Encore heureux avec 224 459 entrées et Spotlight avec 198 197 entrées. Pour sa deuxième semaine, il tombe à la cinquième place. En tout, le film a cumulé 1 003 099 entrées en France.
Le film réalise une performance moyenne au box-office américain en récoltant 34 millions de dollars. Mais, dans le monde, il se débrouille mieux en récoltant 71 millions de dollars. En tout, le film a récolté un peu plus de 106 millions de dollars, lui permettant de rembourser son budget et de récolter des bénéfices supplémentaires.